# Biola
Biola is een plaats in Fresno County in Californië in de VS.

## Geografie
De totale oppervlakte bedraagt 1,7 km² (0,6 mijl²) wat allemaal land is.

## Demografie
Volgens de census van 2000 bedroeg de bevolkingsdichtheid 625,6/km² (1612,5/mijl²) en bedroeg het totale bevolkingsaantal 1037 dat bestond uit:
- 13,50% blanken
- 0,10% zwarten of Afrikaanse Amerikanen
- 2,51% inheemse Amerikanen
- 5,59% Aziaten
- 0,48% mensen afkomstig van eilanden in de Grote Oceaan
- 74,64% andere
- 3,18% twee of meer rassen
- 82,45% Spaans of Latino

Er waren 224 gezinnen en 202 families in Biola. De gemiddelde gezinsgrootte bedroeg 4,63.

## Plaatsen in de nabije omgeving
De onderstaande figuur toont nabijgelegen plaatsen in een straal van 24 km rond Biola.